# آلة الشحن الذاتي

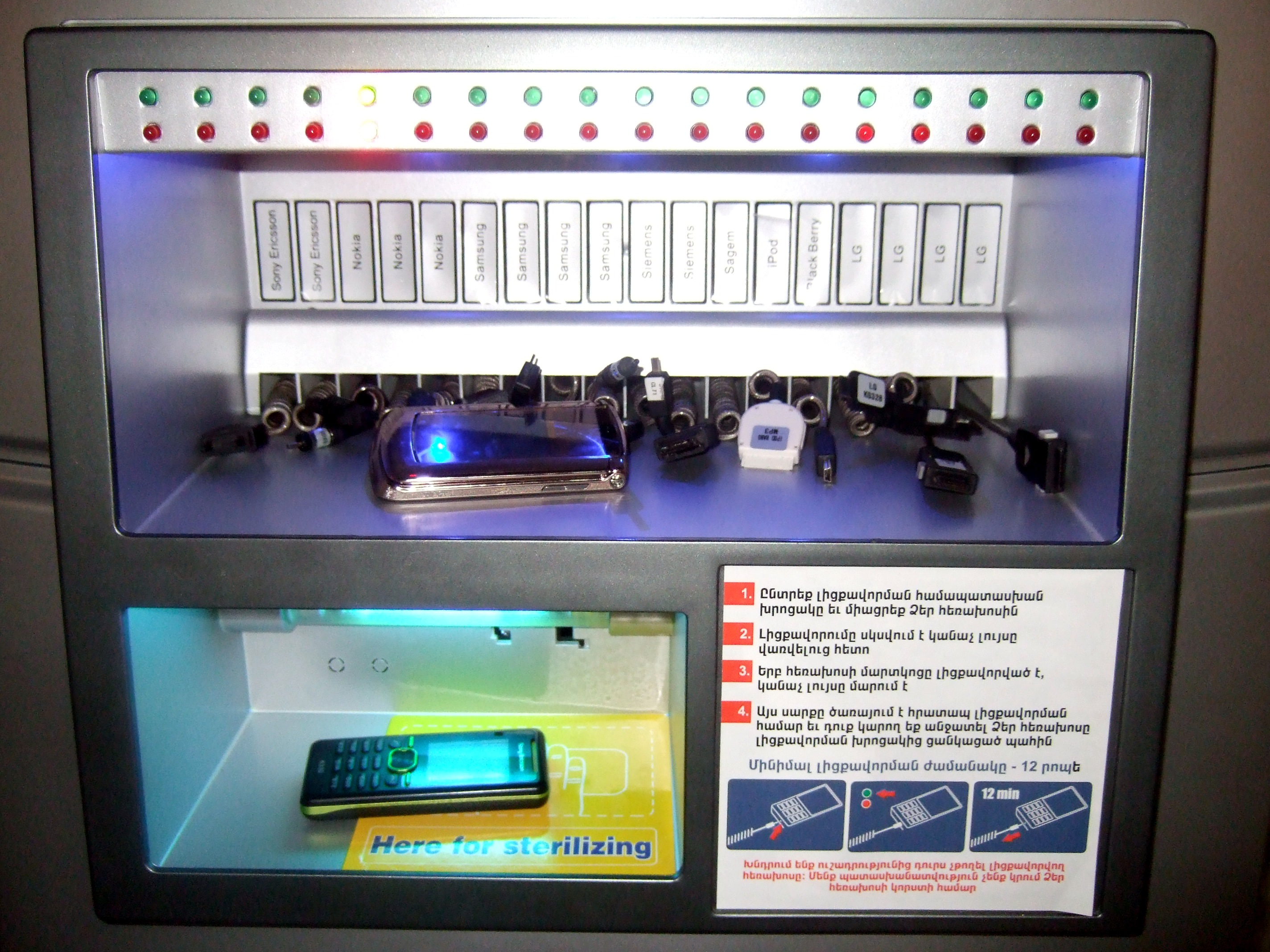
شحن هاتف محمول في آلة شحن مجانية في سينما موسكو في يريفان.

آلة الشحن الآلي (بالإنجليزية: Automated charging machine)‏ (اختصارًا ACM)، آلة إلكترونية توفر للجمهور القدرة على إعادة شحن أجهزة المحمول خاصتهم، مقابل رسوم رمزية. على غرار آلات البيع للجمهور، تبدأ العملية باستلام الآلة للمبالغ النقدية قبل أن تقوم بشحن الأجهزة المتصلة، والتي إما أن تكون هواتف محمولة أو أجهزة المساعد الرقمي الشخصي أو أجهزة محمولة أخرى. في الغالب، تعتبر عملية الشحن أسرع بكثير من أجهزة الشحن العادية حيث تنتهي العملية في أقل من 10 دقائق.

## التاريخ
بدأ ظهور محطات الشحن العامة للأجهزة المحمولة في عام 2006. تم تقديم مجموعة متنوعة من الميزات لهذه الأجهزة مثل الخزائن، UV sanitation، تجديد المساحة المخصصه للإعلانات لاسلكيا. ومنذ ذلك الحين، بدأت العديد من الشركات بالتعامل مع مصنعي الأجهزة وتحقيق أرباح من البيع والإعلان.

## الأماكن
عادة ما يتم نشر تلك الأجهزة في المناطق ذات الكثافة السكانية العالية كما هو الحال مع آلات البيع وأجهزة الصراف الآلي، مثل المطارات ومراكز التسوق والحدائق والنوادي ومحلات السوبر ماركت الكبيرة والحرم الجامعي والمواقع الشهيرة الأخرى. على الرغم من أن عدم تلك الآلات على مستوى أنحاء العالم إلا أنك تجد لها صدى كبير في كلا من الولايات المتحدة، إنجلترا والصين.

## وصلات خارجية
- كيفية عمل آلات الشحن الآلي.
- نبذة عن آلات الشحن الآلي.